# Muziekvereniging Hosanna
De Christelijke Muziekvereniging Hosanna Harlingen is een christelijke muziekvereniging opgericht in 1925 in Harlingen.

## De vereniging
Initiatiefnemer tot de oprichting was de heer D. v.d Wal. De muziekvereniging kreeg eerst de naam Harlingen. Later, in 1932, veranderde de naam in Hosanna, omdat men toen vond dat dit beter bij een christelijke muziekvereniging paste. In eerste instantie werd er gestart met 16 leden, maar dat liep al snel op naar 30.  Tijdens de Tweede Wereldoorlog in 1942 is de vereniging enige tijd ondergedoken geweest, om reden dat men de door de Duitse bezetter voorgeschreven muziek niet wilde spelen. In 2000 bestond Hosanna 75 jaar. Anno 2007 bestaat Hosanna nog steeds als showband. Daarnaast hebben ze diverse onderdelen: een jeugd-malletband, Algemene Muzikale Vorming (AMV) en een viertal majorette-pelotons.